# Edwardsidia philhygra
Edwardsidia philhygra är en tvåvingeart som först beskrevs av Edwards 1931.  Edwardsidia philhygra ingår i släktet Edwardsidia och familjen fjädermyggor. Inga underarter finns listade i Catalogue of Life.